# Toshiko MacAdam
Toshiko MacAdam (née Toshiko Horiuchi) est une artiste textile japonaise, basée à Bridgetown, en Nouvelle-Écosse, au Canada. Elle est surtout connue pour ses grandes structures textiles, en particulier les «terrains de jeux textiles» destinés aux enfants, des structures en filet aux couleurs vives, en nylon crocheté et noué.

## Biographie
Toshiko Horiuchi MacAdam est l'une des principales artistes textiles au Canada et au Japon, utilisant des techniques de tricot, de crochet et de nœuds pour créer son travail. Actuellement, son travail se concentre sur la création de grands environnements textiles interactifs.
Toshiko MacAdam est née au Japon en 1940 mais sa famille part rapidement en Mandchourie, occupée par le Japon, pendant la Seconde Guerre mondiale. Lorsque l'Union soviétique prend le contrôle de la région en 1945, Toshiko MacAdam et sa famille doivent fuir et retournent au Japon. Elle fréquente l'Université des arts Tama à Tokyo puis la Cranbrook Academy of Art au Michigan, où elle obtient une maîtrise en beaux-arts. Après avoir obtenu son diplôme, Toshiko MacAdam travaille pour Boris Kroll Fabrics, une entreprise de design textile réputée à New York. Elle enseigne ensuite dans des universités aux États-Unis et au Japon, notamment la Columbia University Teachers College, la Haystack Mountain School of Crafts, l' Université de Géorgie et le Kyoto Junior College of Art.
Actuellement, Toshiko MacAdam donne un cours de textile et de mode intitulé « Fiber Fabric Fashion » à l'Université NSCAD à Halifax, en Nouvelle-Écosse et dirige Interplay Design and Manufacturing avec son mari, Charles MacAdam, à Bridgetown, en Nouvelle-Écosse.

## Œuvres

### Premiers travaux
Toshiko MacAdam dit avoir été inspirée par l'architecture d'Antonio Gaudi et les mosquées iraniennes. Elle crée des œuvres sculpturales, qui font aussi appel à des éléments d'architecture. Elle privilégie le toucher, l'interaction entre le corps humain et l'espace, ainsi qu'entre le corps humain et la matière. Le tissu est traité comme une couche supplémentaire de peau qui protège et cache. Ses sculptures sont des lieux plutôt que des objets et donnent une chance de se cacher ou de se sentir à l'abri.
Fiber Columns / Romanesque Church et Atmosphere of the Floating Cube, deux pièces parmi les premières de l'artiste, ont eu une influence sur le mouvement de l'art de la fibre et ont été présentées dans The Art Fabric Mainstream de Mildred Constantine et Jack Lenor Larsen. Ils décrivent comment « elle a tricoté des centaines de longueurs d'or et d'argent, les a étirées en panneaux concaves et les a composées comme un cube. Puis, avec de puissants projecteurs à hauteur des genoux, elle a transformé le tout en un rayonnement auréolé. ». Avec ces œuvres, elle établit son affinité pour le travail à grande échelle qui la différencie de nombreux autres artistes du textile et de la fibre de cette époque.

### Aires de jeux textiles
Après avoir vu des enfants grimper dans une sculpture textile en trois dimensions qu'elle exposait, Toshiko MacAdam a l'idée de créer des espaces de jeux textiles pour les enfants. Elle constate le manque de parcs et de terrains de jeux à Tokyo, où elle vit à l'époque, et l'effet négatif que cela a sur les enfants. En 1971, elle crée, sur ses propres fonds, sa première œuvre destinée aux enfants, et l'a ensuite donnée à un jardin d'enfants de Tokyo, conçu par l'architecte japonaise Hatsue Yamada. Elle réalise une deuxième pièce pour une exposition au Musée national d'art moderne de Kyoto.
Au début des années 1970, le travail de Toshiko MacAdam passe du simple art de la fibre à des espaces interactifs et des couleurs sourdes à une palette arc-en-ciel. Ce changement  correspond à la naissance de son fils à l'âge de 44 ans et à un déménagement en 1988 dans la Nouvelle-Écosse natale de son mari Charles.
En 1979, Toshiko MacAdam collabore avec Fumiaki Takano, un architecte paysagiste, pour créer un autre espace de jeu à grande échelle pour un nouveau parc national à Okinawa. Elle est  ensuite chargée de créer une installation similaire pour le musée en plein air de Hakone à Kanagawa.
Ces commandes lui permettent de commencer son travail avec le nylon. Les structures de jeux crochetées sont assemblées en sections par une équipe et peuvent littéralement utiliser des «tonnes» de nylon. Les recherches qu'elle a menées sur les espaces publics de loisirs, principalement centrées sur le Japon, ont influencé sa perspective sur le rôle des aires de jeux et des parcs dans le développement des enfants. Ses structures sont conçues pour que les enfants aient un espace pour prendre des risques et explorer dans un environnement sûr. Les espaces sont destinés à laisser les enfants utiliser leur imagination.
En 1990, Toshiko MacAdam crée, avec son mari, Charles MacAdam, l'entreprise Interplay Design and Manufacturing. L'entreprise opère à Bridgetown, en Nouvelle-Écosse, où le couple travaille sur des commandes.
Les aires de jeux textiles de MacAdams sont maintenant installées dans divers endroits du monde, comme l'Espagne, Singapour, à Shanghai, en Nouvelle-Zélande et à Séoul.

### Medias
Pour ses premières œuvres, Toshiko MacAdam utilise un matériau développé au Japon, appelé Vinylon, un produit plus durable que les fibres naturelles et moins cher que le nylon mais de qualité inférieure. Plus tard, quand elle en a les moyens, elle utilise le nylon qu'elle crochète et teint elle-même dans son atelier de Bridgetown, en Nouvelle-Écosse.
Les structures des laines de jeu de Toshiko MacAdam sont presque entièrement fabriquées à la main, avec, parfois l'ajout d'éléments noués mécaniquement. Chaque œuvre est originale.

## Expositions (sélection)
Toshiko MacAdam a exposé ses œuvres textiles dans des musées et des galeries en Asie, en Amérique du Nord et en Europe : au Museum of Modern Art de New York, au Musée national d'art moderne de Kyoto, au Palais des Congrès de Paris, au Cleveland Museum of Art, au Metropolitan Museum de Manille à Malia, Philippines, au musée d'art moderne de Gunma, au Musée d'art métropolitain de Tokyo, au Contemporary Museum à Honolulu et à la Anna Leonowens Gallery de l'Université NSCAD à Halifax.
Sa sculpture textile intitulée «Atmosphere of the Floating Cube», propriété du Musée national d'art moderne de Kyoto, a été citée dans une enquête sur les artistes textiles modernes influents du Japon au Musée d'art de la préfecture de Fukuoka.
Le musée des enfants de San Diego a acquis Whammock! une de ses sculptures géantes en 2019. Le musée pour enfants PotashCorp de Saskatoon a également commandé une œuvre.
Toshiko MacAdam réalise également des textiles  sur commande pour la scène, comme le rideau Luminous créé pour la salle principale du centre culturel de la ville de Nonoichi.
En 2013, Toshiko MacAdam, avec Charles MacAdam et le concepteur Norihide Imagawa, installe Harmonic Motion pour « Enel Contemporanea 2013 », une importante rencontre d'art contemporain, au Musée d'art contemporain de Rome. Ce travail récent aborde le thème de l'interaction du corps humain avec l'espace et les matériaux, une idée qui est présente dans une grande partie de son travail architectural.

## Publications
Toshiko MacAdam a également publié plusieurs livres, dont from a line, un texte de référence en deux volumes sur la sculpture textile et Embroidery & Braiding: Japanese Craft, un livre sur les techniques de broderie écrit conjointement avec Kayako Alkawa. Pour ces livres, elle réalise des centaines d'illustrations expliquant les techniques de tricot, de crochet et de fabrication de nœuds qu'elle a étudiées et apprises dans différentes cultures à travers le monde. Deux autres publications concernent les espaces publics pour enfants, Design for Fun: Playgrounds et Great Kids Spaces. Elle a également écrit une série d'articles pour des magazines japonais ou américains, dont «Japanese Textiles Today» pour Shenshoku no Bi Magazine, ainsi Elle a également contribué à d'autres magazines au Japon et aux États-Unis.
- Toshiko Horiuchi, Gyoko Yada, Charles R. MacAdam, From a line, Kyoto, Senshoku to Seikatsu Sha, 1986.
- Toshiko Macadam, Kayoko Aikawa, Embroidery & Braiding : Japanese Craft, , volume 2, Kyoto, Tankosha, 1978.
- Yarn, film documentaire de Þórdur Bragi Jónsson , Una Lorenzen et Heather Millard, 2016[9], voir la bande annonce